# レオ・ロマン
レオ・ロマンことレオナルド・ロマン・リケルメ（スペイン語: Leonardo Román Riquelme、2000年7月6日 - ）は、スペイン・イビサ島出身のサッカー選手。レアル・オビエド所属。ポジションはゴールキーパー。

## 経歴
バレアレス諸島州のイビサ島に生まれ、SCRペーニャ・デポルティーバで選手としてのキャリアをスタートさせた。
2020年8月6日、RCDマジョルカへ4年契約で移籍し、当面の間はBチームへ登録されることになった。同年12月16日、コパ・デル・レイのUDジャネラ戦にてマジョルカでのトップチームデビューを果たした。
2023年6月28日、2023-24シーズンはレアル・オビエドへレンタル移籍されることが決定した。